# Stupid Invaders
Stupid Invaders — приключенческая игра, изданная для Microsoft Windows в 2000 году компанией Ubisoft. Порты для Macintosh и Dreamcast были выпущены в 2001 году. Игра основана на мультсериале «Инопланетяне». В русскоязычном издании игра называлась «Тупые Пришельцы».
Игра была посвящена Жану-Иву Рембо, создателю сериала, который умер до выхода игры.

## Игровой процесс
Игра высмеивает клишированные аспекты приключенческих игр. Использование предметов или разговор с персонажами могут привести к внезапной комичной гибели протагониста, что потребует загрузки сохранённой игры.

## Сюжет
Сюжет выстроен вокруг инопланетян, пытающихся вернуться в космос. В игре можно играть за всех основных персонажей сериала.

## Разработка
Stupid Invaders разработана компанией Xilam Animation для Windows и Mac OS, а позже портирована на Dreamcast компанией Titanium Studios.

## Критика
| Сводный рейтинг         | Сводный рейтинг | Сводный рейтинг |
| Издание                 | Оценка          | Оценка          |
| Издание                 | Dreamcast       | PC              |
| ----------------------- | --------------- | --------------- |
| GameRankings            | 75,48 %         | 68,46 %         |
| Metacritic              | 64/100          | 65/100          |
| Иноязычные издания      |                 |                 |
| Издание                 | Оценка          | Оценка          |
| Издание                 | Dreamcast       | PC              |
| AllGame                 |                 | [ 8 ]           |
| CGW                     |                 | [ 9 ]           |
| EGM                     | 6,5/10          |                 |
| Eurogamer               |                 | 8/10            |
| GameSpot                | 6,2/10          | 6,6/10          |
| GameSpy                 | 7/10            | 35 %            |
| IGN                     | 7/10            | 7,2/10          |
| Next Generation         |                 | [ 18 ]          |
| PC Gamer (US)           |                 | 52 %            |
| The Cincinnati Enquirer |                 | [ 20 ]          |

Согласно сайту-агрегатору Metacritic, игра получила смешанные отзывы на обеих платформах. Даниэль Эриксон из журнала Next Generation отметил, что версия для ПК «смотрелась бы лучше в виде неинтерактивного мультфильма».